# Prințul Emmanuel, Duce de Vendôme

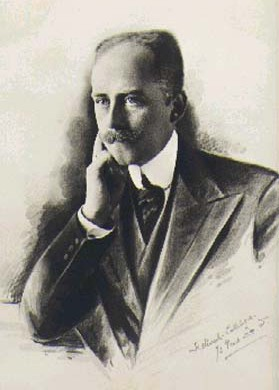
Prințul Emmanuel, Duce de Vendôme.

Emmanuel d'Orléans, Duce de Vendôme (Philippe Emmanuel Maximilien Marie Eudes; 18 ianuarie 1872 – 1 februarie 1931) a fost nobil francez din Casa de Orléans.

## Biografie
Emmanuel s-a născut la Obermais, Meran. A fost fiul cel mic al Prințului Ferdinand, Duce de Alençon și a soției acestuia, Ducesa Sophie Charlotte de Bavaria. Acesta din urmă, denumită duchesse d'Alençon a murit într-un incediu la "Bazar de la Charité" în Paris la 4 mai 1897. E a refuzat încercările de salvare, insistând ca fetele care lucrau la bazar să fie salvate prima oară.

### Căsătorie și copii
S-a căsătorit la Bruxelles, Belgia la 12 februarie 1896 cu Prințesa Henriette a Belgiei, fiica Prințului Filip, Conte de Flandra și a Prințesei Marie de Hohenzollern-Sigmaringen. Regele Albert I al Belgiei era cumnatul său.
Cuplul a avut patru copii:
- Prințesa Marie Louise (31 decembrie 1897 – 8 martie 1973); căsătorită cu Prințul Philip de Bourbon-Două Sicilii.
- Prințesa Sophie Joséphine Louise Marie Immaculée Gabrielle Philippine Henriette d'Orléans (19 octombrie 1898 Neuilly-sur-Seine, Franța – 9 octombrie 1928 Franța), necăsătorită și fără copii.
- Prințesa Généviève d'Orléans (21 septembrie 1901 Neuilly-sur-Seine, Franța – 1983 Rio de Janeiro, Brazilia), căsătorită la 2 iulie 1923 cu Antoine Marie François de Chaponay-Morance, marchiz de Chaponay-Morance (30 ianuarie 1883 Paris, Franța - 9 septembrie 1956 Rabat, Maroc); au avut doi copii:
  - Pierre Emmanuel François Henri Baudoin de Chaponay-Morance (24 ianuarie 1925, Paris - 2 octombrie 1943), ucis în misiune în Golful Mexic. Nu a fost căsătorit și nu a avut copii.
  - Henryanne Maria Pierre Emmanuelle Constance de Chaponay-Morance (n. 8 mai 1926, Cannes), necăsătorită și fără copii.
- Prințul Charles Philippe Emmanuel Ferdinand Louis Gérard Joseph Marie Ghislain Baudoin Christophe Raphaél Antoine Expédit Henri d'Orléans (4 aprilie 1905 Neuilly-sur-Seine, Franța – 10 martie 1970 Neuilly-sur-Seine, Franța), Duce de Nemours, de Vendôme și d'Alençon, căsătorit la 24 septembrie 1928 cu Marguerite Watson (12 feb 1899, Richmond, Virginia - 27 dec 1993); fără copii.

Cuplul a dus o viață luxoasă și a deținut multe moșii în Belgia, Franța și Elveția. Marea schimbare a avut loc după Primul Război Mondial, când averea lor a scăzut rapid și au fost forțați să-și vândă o parte din proprietățile lor. Philippe a murit pe neașteptate în 1931, de insuficiență cardiacă, după o răceală. El este înmormântat la Chapelle Royale de Saint Louis, în Dreux.